# مينتو (نيو برونزويك)
مينتو (بالإنجليزية: Minto, New Brunswick)‏ هي بلدة تقع في كندا في نيو برونزويك. يقدر عدد سكانها بـ 2,505 نسمة .

## المناخ
يظهر الجدول التالي التغييرات المناخية على مدار السنة لمينتو:
| البيانات المناخية لـمينتو          | البيانات المناخية لـمينتو | البيانات المناخية لـمينتو | البيانات المناخية لـمينتو | البيانات المناخية لـمينتو | البيانات المناخية لـمينتو | البيانات المناخية لـمينتو | البيانات المناخية لـمينتو | البيانات المناخية لـمينتو | البيانات المناخية لـمينتو | البيانات المناخية لـمينتو | البيانات المناخية لـمينتو | البيانات المناخية لـمينتو | البيانات المناخية لـمينتو |
| الشهر                              | يناير                     | فبراير                    | مارس                      | أبريل                     | مايو                      | يونيو                     | يوليو                     | أغسطس                     | سبتمبر                    | أكتوبر                    | نوفمبر                    | ديسمبر                    | المعدل السنوي             |
| ---------------------------------- | ------------------------- | ------------------------- | ------------------------- | ------------------------- | ------------------------- | ------------------------- | ------------------------- | ------------------------- | ------------------------- | ------------------------- | ------------------------- | ------------------------- | ------------------------- |
| الدرجة القصوى °م (°ف)              | 13.9 (57.0)               | 15.6 (60.1)               | 18.0 (64.4)               | 29.0 (84.2)               | 35.0 (95.0)               | 35.0 (95.0)               | 35.6 (96.1)               | 35.0 (95.0)               | 34.4 (93.9)               | 27.8 (82.0)               | 23.3 (73.9)               | 15.0 (59.0)               | 35.6 (96.1)               |
| متوسط درجة الحرارة الكبرى °م (°ف)  | −3.3 (26.1)               | −2.2 (28.0)               | 3.0 (37.4)                | 9.1 (48.4)                | 16.5 (61.7)               | 22.3 (72.1)               | 25.2 (77.4)               | 24.3 (75.7)               | 19.3 (66.7)               | 13.0 (55.4)               | 6.3 (43.3)                | −1.1 (30.0)               | 11.0 (51.8)               |
| المتوسط اليومي °م (°ف)             | −8.9 (16.0)               | −8.1 (17.4)               | −2.4 (27.7)               | 4.1 (39.4)                | 10.7 (51.3)               | 16.4 (61.5)               | 19.6 (67.3)               | 18.7 (65.7)               | 13.8 (56.8)               | 8.1 (46.6)                | 2.3 (36.1)                | −5.7 (21.7)               | 5.7 (42.3)                |
| متوسط درجة الحرارة الصغرى °م (°ف)  | −14.6 (5.7)               | −14.2 (6.4)               | −7.9 (17.8)               | −1.1 (30.0)               | 4.8 (40.6)                | 10.3 (50.5)               | 14.0 (57.2)               | 13.1 (55.6)               | 8.3 (46.9)                | 3.2 (37.8)                | −1.7 (28.9)               | −10.8 (12.6)              | 0.3 (32.5)                |
| أدنى درجة حرارة °م (°ف)            | −40.0 (−40.0)             | −39.4 (−38.9)             | −31.0 (−23.8)             | −17.0 (1.4)               | −5.0 (23.0)               | −3.5 (25.7)               | 3.3 (37.9)                | 2.5 (36.5)                | −2.5 (27.5)               | −10.0 (14.0)              | −18.5 (−1.3)              | −33.3 (−27.9)             | −40.0 (−40.0)             |
| الهطول مم (إنش)                    | 82.0 (3.23)               | 72.7 (2.86)               | 69.4 (2.73)               | 72.9 (2.87)               | 85.8 (3.38)               | 80.0 (3.15)               | 83.7 (3.30)               | 81.6 (3.21)               | 87.0 (3.43)               | 90.5 (3.56)               | 97.6 (3.84)               | 108.4 (4.27)              | 1٬011٫5 (39.82)           |
| معدل هطول الأمطار مم (إنش)         | 27.6 (1.09)               | 26.2 (1.03)               | 34.7 (1.37)               | 56.5 (2.22)               | 85.4 (3.36)               | 80.0 (3.15)               | 83.7 (3.30)               | 81.6 (3.21)               | 87.0 (3.43)               | 90.3 (3.56)               | 85.0 (3.35)               | 51.3 (2.02)               | 789.3 (31.07)             |
| متوسط تساقط الثلوج سم (إنش)        | 52.1 (20.5)               | 45.4 (17.9)               | 34.9 (13.7)               | 16.6 (6.5)                | 0.5 (0.2)                 | 0.0 (0.0)                 | 0.0 (0.0)                 | 0.0 (0.0)                 | 0.0 (0.0)                 | 0.6 (0.2)                 | 12.0 (4.7)                | 55.9 (22.0)               | 218.0 (85.8)              |
| متوسط أيام هطول الأمطار (≥ 0.2 mm) | 9                         | 7                         | 9                         | 10                        | 12                        | 10                        | 10                        | 10                        | 9                         | 10                        | 11                        | 10                        | 117                       |
| متوسط الأيام الممطرة (≥ 0.2 mm)    | 3                         | 3                         | 5                         | 8                         | 12                        | 10                        | 10                        | 10                        | 9                         | 10                        | 10                        | 5                         | 94                        |
| متوسط الأيام المثلجة (≥ 0.2 cm)    | 6                         | 5                         | 4                         | 2                         | 0                         | 0                         | 0                         | 0                         | 0                         | 0                         | 2                         | 6                         | 25                        |
| المصدر: Environment Canada         |                           |                           |                           |                           |                           |                           |                           |                           |                           |                           |                           |                           |                           |